# Scotomenia
Scotomenia is een geslacht van hooiwagens uit de familie Sclerosomatidae.
De wetenschappelijke naam Scotomenia is voor het eerst geldig gepubliceerd door Thorell in 1889. 

## Soorten
Scotomenia is monotypisch en omvat slechts de volgende soort:
- Scotomenia cetrata